# Augustiniánský klášter v Sadské
Klášter v Sadské je někdejší klášter augustiniánů kanovníků, založený roku 1362 při kostele svatého Apolináře poté, co byla tamní kolegiátní kapitula přenesena ke kostelu sv. Apolináře v Praze. Nacházel se ve městečku Sadská v okrese Nymburk, ve Středočeském kraji. Roku 1421 byl těžce poškozen husity, zachoval se pouze románský kostel.

## Historie

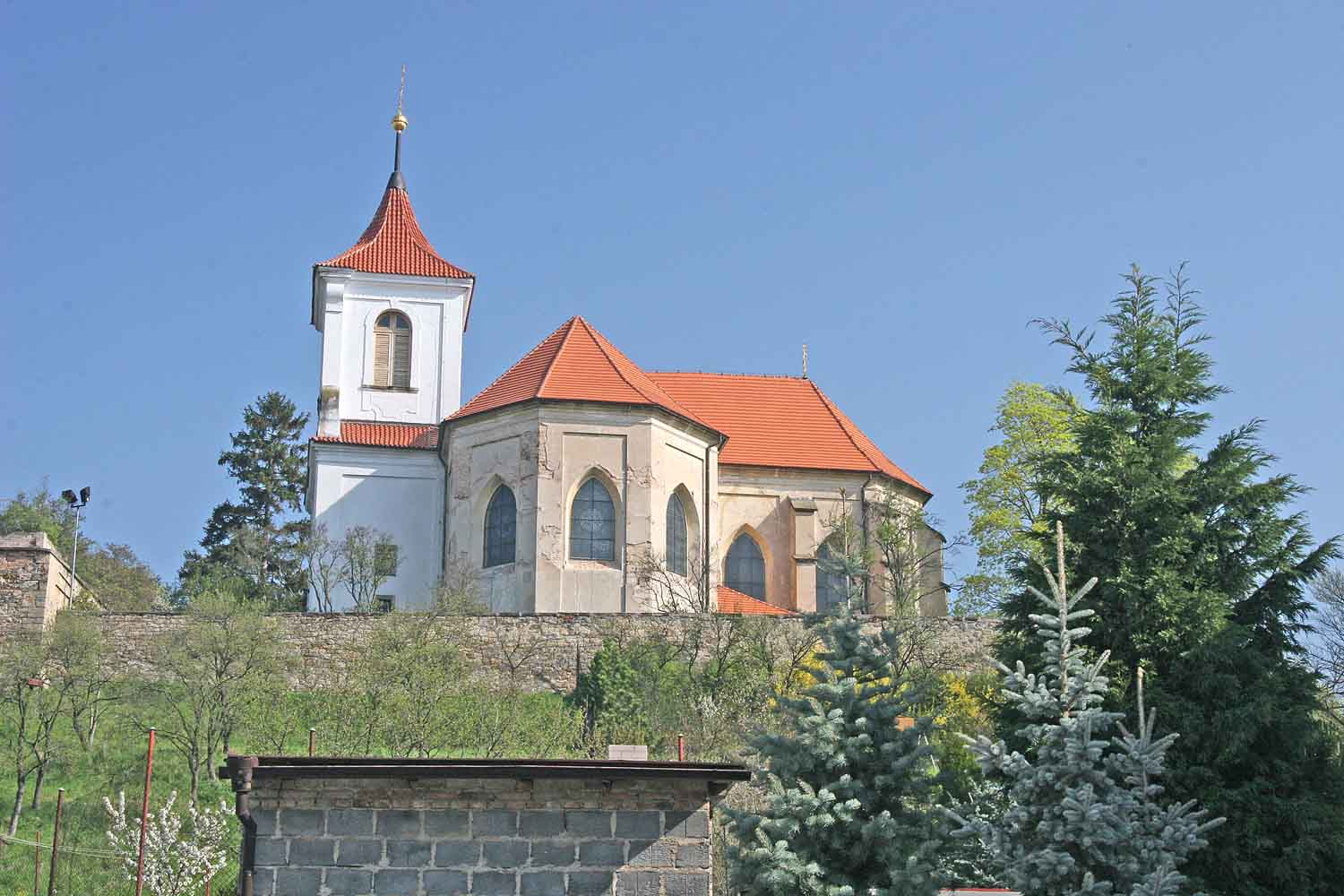
Kostel svatého Apolináře v Sadské bývalého kláštera

K roku 1118 je na vrcholu svědeckého kopce v Sadské doložena existence kolegiátní kapituly sv. Apolináře. Motivací mohla být existence panovnického dvorce, na jehož půdě je doloženo konání několika kolokvií, tedy shromáždění církevních a světských elit, na nichž se rozhodovaly klíčové problémy knížectví.
Roku 1362 byla kapitula z podnětu samého císaře Karla IV. ze Sadské přenesena do Prahy k nově založenému kostelu svatého Apolináře na Novém Městě pražském. Iniciátorem přeložení kapituly byl první pražský arcibiskup Arnošt z Pardubic. Jeho nástupce Jan Očko z Vlašimi však 10. května 1375 při sadském kostele položil základní kámen k novému klášteru Augustiniánů a dal jí připsat statek Opočnice s vesnicí. Převor Benedikt alias Beneš, který se přátelsky stýkal s pražským arcibiskupem Janem z Jenštejna, pozvedl úroveň konventu na vysokou úroveň, jak rozmnožením knihovny, tak uzavřením smluv o sbratření ("konfraternitě") s kláštery v Třeboni, v Praze-Karlově, ve Šternberku na Moravě a v Krakově-Kaziměři.
Klášter v Sadské zanikl v roce 1420 během husitských válek, kdy řeholníci klášter opustili. Část z nich se uchýlila do zaháňského kláštera ve Slezsku a druhá skupina se přidala ke spolubratřím v klášteře v Roudnici nad Labem, kteří se uchýlili do kláštera Panny Marie na písku ve Vratislavi. Tam byl roku 1427 zvolen poslední sadský probošt Petr († 1472). Po roce 1450 již řeholníci v obou exilových klášterech vymřeli. Po husitských válkách již klášter nebyl obnoven.
Jedním z proboštů původní kolegiátní kapituly byl Ota, pozdější pražský biskup (v letech 1140–1148).

## Klášterní knihovna
Klášter měl vlastní knihovnu, z níž se dodnes dochovalo okolo dvaceti rukopisů. Jejich osud později splynul s dějinami knihovny augustiniánské kanonie v Roudnici nad Labem, kam se zřejmě v husitském období dostaly s řeholníky ze Sadské. Dochovalo se 23 středověkých rukopisů, které byly po zrušení roudnické kanonie převedeny do Knihovny Národního muzea v Praze.